# Kyle Williams (giocatore di football americano 1983)
Kyle Derrick Williams (Ruston, 10 giugno 1983) è un ex giocatore di football americano statunitense che ha militato nel ruolo di defensive tackle per tutta la carriera per i Buffalo Bills della National Football League. Fu scelto nel corso del quinto giro (134º assoluto) del Draft NFL 2006. Al college ha giocato a football alla Università della Louisiana.

## Carriera professionistica

### Buffalo Bills
Malgrado una carriera di successo al college, Williams non era considerato un'alta scelta del draft a causa della sua scarsa altezza e di una certa percepita mancanza di atletismo. Alla fine fu scelto nel corso del quinto giro dai Buffalo Bills. Divenne titolare nella sua stagione da rookie, partendo dall'inizio 11 volte e mettendo a segno 53 tackle. Il 3 luglio 2008 firmò un'estensione contrattuale triennale coi Bills del valore massimo di 14,5 milioni di dollari.
Dopo la stagione 2010, Williams fu convocato per il suo primo Pro Bowl in sostituzione dell'infortunato Richard Seymour. Fu premiato con l'inserimento nel Second-team All-Pro e Pro Football Focus, un sito che classifica ogni giocata di ogni singolo giocatore nella stagione, nominò Williams il miglior difensore di quell'annata.
Prima della stagione 2011, Williams firmò un nuovo contratto di sei anni del valore massimo di 39 milioni di dollari. Dopo una sconfitta nella settimana 9 contro i New York Jets fu inserito in lista infortunati per tutto il resto della stagione.
Prima della stagione 2012, Williams fu spostato nel ruolo di defensive tackle dopo aver giocato per tre stagioni come nose tackle. Nel nuovo ruolo fu sempre convocato per il Pro Bowl tra il 2012 e il 2014, venendo votato dopo quest'ultima stagione al 32º posto nella NFL Top 100 dai suoi colleghi. Nel 2016 Williams prese parte a 15 partite della stagione regolare, collezionando 64 tackle (di cui 11 con perdita di yard) e 5 sack, che gli permisero di salire a quota 40,5 sack in carriera, nuovo record per un defensive tackle di Buffalo. Contestualmente, dopo la rinuncia di Ndamukong Suh, venne convocato per il 5º Pro Bowl in carriera, anche questo miglior risultato di sempre per un defensive tackle della franchigia.
La stagione 2018 fu l'ultima della carriera per Williams che mise a segno 35 tackle e 5 sack, venendo convocato per il sesto Pro Bowl al posto dell'infortunato Jurrell Casey.

## Palmarès
- Convocazioni al Pro Bowl: 6

2010, 2012, 2013, 2014, 2016, 2018
- First-team All-Pro: 2

2013, 2014
- Second-team All-Pro: 1

2010

## Statistiche
| Partite totali      | 151  |
| Partite da titolare | 146  |
| Tackle totali       | 534  |
| Sack                | 40,5 |
| Intercetti          | 1    |
| Fumble forzati      | 3    |

Statistiche aggiornate alla stagione 2016